# 太平醫藥大學
太平医药大学（越南语：／?），是位于越南紅河三角洲兴安省的一所公立医学类高等院校，由越南卫生部主管。

## 历史沿革
1968年7月23日，越南民主共和国副总理阮維楨签署了114-CP号政令，决定在太平省成立河內醫科大學太平分校。1979年1月24日，越南副总理范雄签署34-CP号政令，决定将校名改为太平醫科大學，并确立由卫生部为主的主管机制，同时明定该校的人才培训任务是為越南紅河三角洲各省份培養合格醫生。2013年11月，副总理阮善仁签署2154/QĐ-TTg号政令，决定将校名改为太平医药大学，校名沿用至今。

## 教学

### 招生状况
2021至2022學年，太平醫藥大學有在校生近6,700人，国内學生來自越南全國30個省市，留学生439人，來自4個國家。
太平醫藥大學的招生指标为每年1,000人，该校优先招收參加全國或國際學生競賽并获奖、獲得省市級優秀學生獎的学生，报考两年内参加雅思考试获得5.5分以上成绩的学生。同时，学校也有资格招收留学生，该校自1969年开始招收老挝留学生，自1982年招收柬埔寨留学生。2016年以来，莫桑比克籍的留学生也可以申请报考该校。

### 学术研究
截至2022年，太平醫藥大學設有6個科系，分別為传统醫學、醫學（有儿科、法医等方向）、公共衛生預防醫學、药学、醫學影像及护理学。并提供在职教育的机会。该校也有硕士、博士学位的授予权。20世纪80年代以来，该校也建立了越南传统医学大学和大学后教育的人才培养机制。

## 对外交流
太平醫藥大學除了招收来自寮國、柬埔寨、莫桑比克等国的留学生，亦积极与各国高等院校建立合作交流關係，该校已经与中国的廣西中醫藥大學等高等院校建立了合作关系。